# Copa Bultaco Streaker
La Copa Bultaco Streaker, més coneguda com a Copa Streaker (i oficialment anomenada Copa Bultaco Streaker 125 Junior), fou una fórmula promocional de competició organitzada per Bultaco el 1979 en col·laboració amb la federació espanyola de motociclisme (RFME, Real Federación Motociclista Española). Ideada per a promoure alhora el motociclisme de velocitat i el model de carretera juvenil de la marca catalana, la participació estava reservada a pilots de 16 anys en endavant que hi correguessin amb una Bultaco Streaker de 125 cc.
La fórmula fou un èxit i va servir per a descobrir noves figures d'aquest esport (els tres primers classificats, Sito Pons, Carles Cardús i Jorge Martínez "Aspar" triomfaren anys a venir en el Campionat del Món), però no tingué continuïtat a causa dels problemes financers de l'empresa.

## Reglament
La I Copa Bultaco Streaker 125 Junior, tal com s'anomenava oficialment, estava convocada per la RFME i patrocinada per Bultaco. Es reservava a joves de 16 anys o més que estiguessin federats en categoria Junior i hi participessin amb una Bultaco Streaker 125 d'estricta sèrie, sense cap mena de preparació ni accessori.
Les motos dels participants es verificaven estrictament una per una abans i després de les curses, i s'hi admetien únicament canvis en els següents elements:
- Carburador (calia, però, que fos de 26 mm de difusor)
- Encesa
- Culata (relació de compressió i forma interior)
- Desenvolupament secundari
- Pneumàtics (es podia triar la marca, però les mides havien de ser les de sèrie)
- Bugia

Al mateix temps, se'n permetia la supressió de l'enllumenat, la matrícula, el cavallet i l'element filtrant del filtre d'aire. La Streaker havia de ser la de 125 cc (118 de reals) o bé la de 74 apujada a 118. Pel que fa a la versió, se n'admetien de qualsevol de les fabricades per Bultaco des del llançament del model el 1977. Lògicament, a l'hora de la veritat la gran majoria de participants ho varen fer amb una de la darrera versió, la identificada amb el número de model 204A (apareguda el maig d'aquell mateix any i fàcilment distingible per la nova combinació de colors, blanc i negre en comptes de negre i daurat). Bultaco havia previst subvencions i descomptes especials a l'hora d'adquirir una Streaker si el comprador s'inscrivia a la Copa.
S'establí una classificació final de pilots i una de concessionaris, per a la qual puntuaven tots aquells pilots que s'haguessin inscrit a la Copa Streaker en aquell establiment concret (la inscripció calia formalitzar-la en un concessionari oficial de Bultaco, tot omplint-hi la butlleta adient). Per aquest motiu, molts distribuïdors de la marca presentaren equips formats per pilots prometedors, alguns dels quals després d'haver-los fet passar un procés de selecció. Aquest fou el cas de Taulé Diagonal (botiga regentada per l'antic pilot Pere Taulé), que el 21 de juliol convocà unes proves classificatòries al Circuit de Calafat per tal de formar el seu equip. Hi assistiren 80 joves aspirants i el guanyador fou Sito Pons, qui aconseguí així la seva Streaker.
El premi per al pilot guanyador era una Bultaco Metralla GTS, mentre el segon i tercer classificat obtenien importants descomptes a l'hora de comprar-ne una. A més a més, els tres primers classificats guanyaven un curset de pilotatge al Regne Unit.

## Calendari

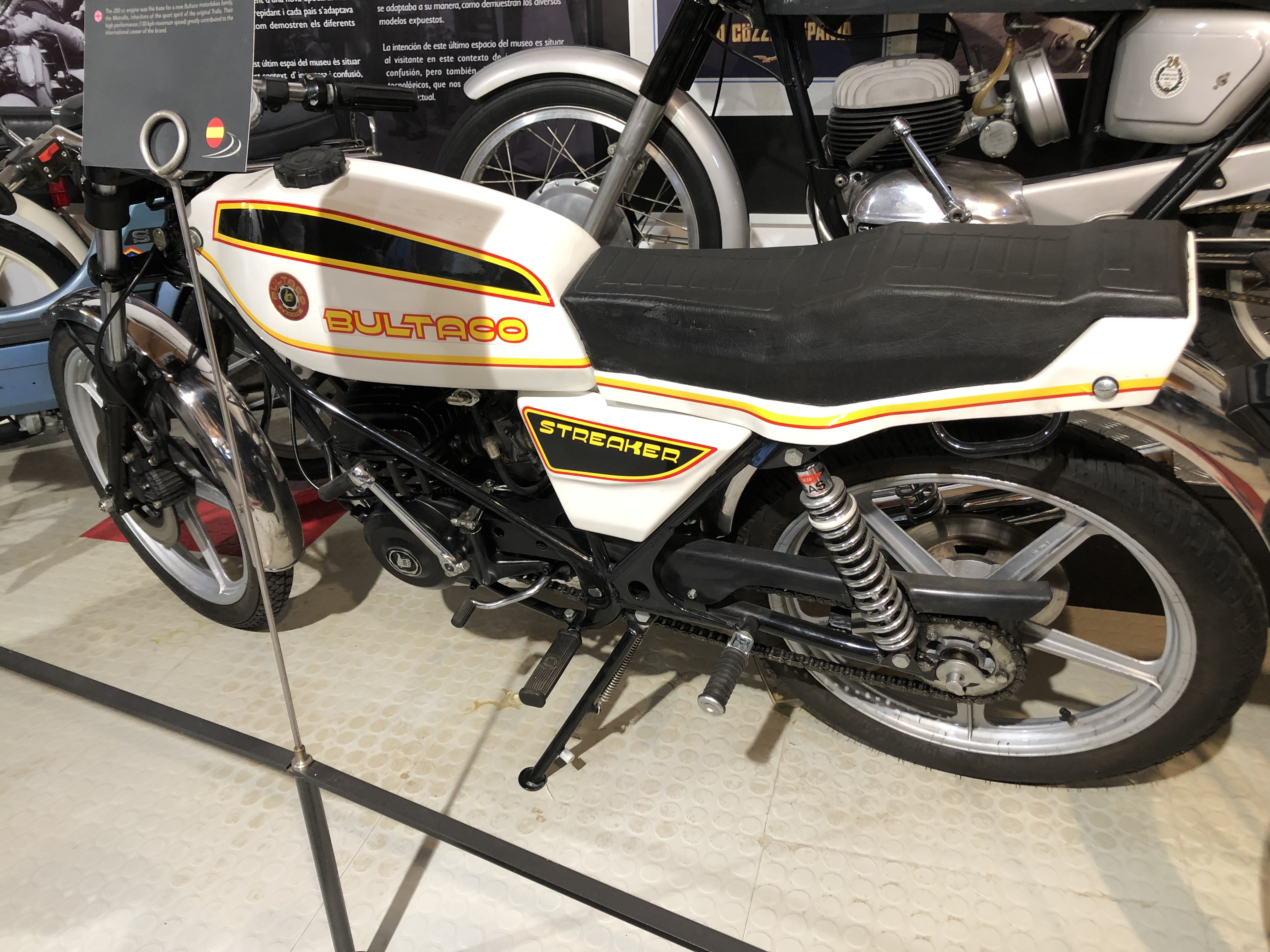
Una Bultaco Streaker 125 de 1979 (versió 204A)

El calendari de la Copa ocupava vuit caps de setmana consecutius, del 9 de setembre al 28 d'octubre, al llarg dels quals hi havia programades un total de tres curses de velocitat pròpiament dita, una de resistència (la prova de cloenda, organitzada per la Penya Motorista 10 x Hora al Circuit de Calafat) i diverses pujades de muntanya. D'aquestes darreres, només en puntuaven els dos millors resultats i calia triar-ne una de les dues o tres que se celebraven el mateix dia en indrets diferents. En conseqüència, per tal d'aspirar a guanyar la Copa calia córrer un mínim de sis curses (les tres de velocitat, la final de resistència i dues pujades).
Cal dir que, en aquella època, els dos únics circuits permanents que hi havia en tot l'estat espanyol eren els del Jarama i Calafat.
| Ordre | Data            | Modalitat | Cursa                                           |
| ----- | --------------- | --------- | ----------------------------------------------- |
| 1     | 9 de setembre   | V         | Circuit de Calafat (L'Ametlla de Mar)           |
| 2     | 16 de setembre  | P         | XXI Pujada a Sant Feliu de Codines              |
| 2     | 16 de setembre  | P         | III Subida Los Molinos (Madrid)                 |
| 2     | 16 de setembre  | P         | Subida a Santo Toribio (Santander)              |
| 3     | 23 de setembre  | P         | Pujada al Port de Banyeres                      |
| 3     | 23 de setembre  | P         | Subida a Apiés (Osca)                           |
| 4     | 30 de setembre  | P         | Pujada a Engolasters (Andorra)                  |
| 4     | 30 de setembre  | P         | Pujada al Port d'Ibi                            |
| 5     | 6 i 7 d'octubre | V         | Circuit del Jarama (San Sebastián de los Reyes) |
| 6     | 14 d'octubre    | P         | Pujada a la Rabassada (Barcelona)               |
| 6     | 14 d'octubre    | P         | III Cuesta La Reina (Màlaga)                    |
| 6     | 14 d'octubre    | P         | Subida a La Bien Aparecida (Santander)          |
| 7     | 21 d'octubre    | V         | Les Atalaies (Alacant)                          |
| 8     | 28 d'octubre    | R         | 3 Hores de Calafat (L'Ametlla de Mar)           |

1. ↑  V: Velocitat, P: Pujada de muntanya, R: Resistència

L'acte de lliurament de premis es va celebrar cap a començaments de novembre a la seu de Coca-Cola a Barcelona (Cobega, SA, aleshores amb fàbrica al carrer Guipúscoa), on l'amo de Bultaco, Paco Bultó, lliurà personalment els trofeus als pilots i concessionaris guanyadors. Coca-Cola, patrocinadora de la competició, hi aportà també un trofeu especial.

## Classificació final
La Copa Streaker fou una competició molt disputada i el seu desenllaç final es produí a la darrera prova de la temporada, les · 3 Hores de Calafat. Fins aleshores, qui encapçalava la classificació era Jorge Martínez "Aspar" amb tres victòries, seguit de Sito Pons amb dues i Carles Cardús amb una. A Calafat, però, l'abandonament d'Aspar i la victòria de Pons va capgirar el resultat i fou finalment el de Barcelona qui s'enduria la Copa, amb Aspar relegat a la tercera posició final.
Carles Cardús jugà també un paper destacat durant la temporada, alternant-lo, a més, amb la seva reeixida participació en la Copa Crono que organitzava aquell mateix any Montesa. Un altre pilot que alternava la participació en ambdós trofeus era Alfons Mañer, guanyador de la Copa Crono en la categoria de 75 cc i sisè classificat a la Copa Streaker. Finalment, esmentar la participació en la Copa de diversos fills de l'amo de Bultaco, entre ells Joan (quart classificat) i Álvaro Bultó (tretzè).
Tot seguit, es detallen les classificacions definitives de la Copa Streaker:

### Pilots
| Posició | Pilot                  | Punts |
| ------- | ---------------------- | ----- |
| 1       | Sito Pons              | 75    |
| 2       | Carles Cardús          | 66    |
| 3       | Jorge Martínez "Aspar" | 64    |
| 4       | Joan Bultó             | 50    |
| 5       | J. Manuel Díaz         | 39    |
| 6       | Alfons Mañer           | 34    |
| 7       | Rafael Zurita          | 29    |
| 8       | Jordi A. Gisbert       | 23    |
| 9       | Jaume Isach            | 21    |
| 10      | Pedro Moriyón          | 19,6  |

1. ↑  Fins a 117 classificats.

### Concessionaris
| Posició | Establiment            | Ciutat                | Punts |
| ------- | ---------------------- | --------------------- | ----- |
| 1       | Bultaco Taulé Diagonal | Barcelona             | 168   |
| 2       | Motos González         | València              | 82    |
| 3       | Sol 2                  | Barcelona             | 59    |
| 4       | Zona 3                 | Barcelona             | 52    |
| 5       | Cauca                  | Madrid                | 33,2  |
| 6       | Eduardo García         | Alacant               | 23    |
| 7       | Motos Gris             | Molins de Rei         | 18    |
| 8       | Vespo Motos            | Cornellà de Llobregat | 14    |
| 8       | Boqué                  | Reus                  | 14    |
| 10      | Moto Cumbre            | Terrassa              | 12    |

1. ↑  Fins a 23 classificats.